# The Stolen Fortune
The Stolen Fortune è un cortometraggio muto del 1910 diretto da Tom Ricketts.

## Produzione
Il film fu prodotto dalla Essanay Film Manufacturing Company.

## Distribuzione
Distribuito dalla Essanay Film Manufacturing Company, il film - un cortometraggio in un rullo - uscì nelle sale cinematografiche USA il 4 maggio 1910.